# Едмонд Гойл
Едмонд Гойл (1672 – 29 серпня 1769) — англійський письменник, найбільш відомий своїми роботами про правила та гру в картярські ігри. Фраза «відповідно до Гойла» (що означає «суворо згідно з правилами») увійшла в англійську мову як відображення його загальновизнаного авторитету в цьому питанні; з того часу використання фрази розширилося до загального вживання в ситуаціях, коли промовець бажає вказати на звернення до уявного авторитету.

## Життя
Про молодість Гойла до публікації його книг відомо небагато. Багато з того, що про нього пишуть, є неправдою або перебільшеним. Припущення, що він тренувався в барі, здається безпідставним.
Гойл помер у віці 97 років 29 серпня 1769 року на Велбек-стріт (Вулиця Уельбека), Кавендіш-сквер, Лондон.

## Трактат про віст
До 1741 року Гойл почав навчати представників вищого суспільства грі в віст", продаючи своїм учням копії своїх рукописних записів. Гойл розширив рукопис і опублікував «Короткий трактат про гру в віст» у 1742 році, продавши його за високу ціну в одну гінею. Коли книгу швидко розкупили, замість того, щоб випустити нове видання, Гойл продав права на «Віст» книготорговцю Френсісу Когану за 100 гіней, величезну суму для невеликої брошури. Перш ніж Коган встиг опублікувати друге видання, дві друкарні створили піратські копії твору, назвавши автора «Джентльменом», а не Гойлом. Друкарі приховували свої особи, друкуючи під вигаданими іменами, один як Вебстер інший як Вебб. Коган опублікував друге і третє видання «Віста», а через два місяці отримав судову заборону проти піратів, про що він оголосив у четвертому виданні (протягом 1743). Щоб відрізнити справжні видання від піратських, Коган платив Гойлу по два пенси за його автограф на справжньому примірнику. Піратство було вигідним для Гойла, але стало катастрофою для Когана, який був змушений знизити ціну на книгу, щоб відповідати цінам піратських примірників, і платити Гойлу за автограф.

### Заміна правил на нові
Правила віста, опубліковані в Короткому трактаті про гру в віст вважалися загальноприйнятими до 1864 року після чого їх замінили нові правила написані Джоном Лорейном Болдуіном і прийняті клубом Арлінгтон і клубами Портленд.

## Інші опубліковані праці

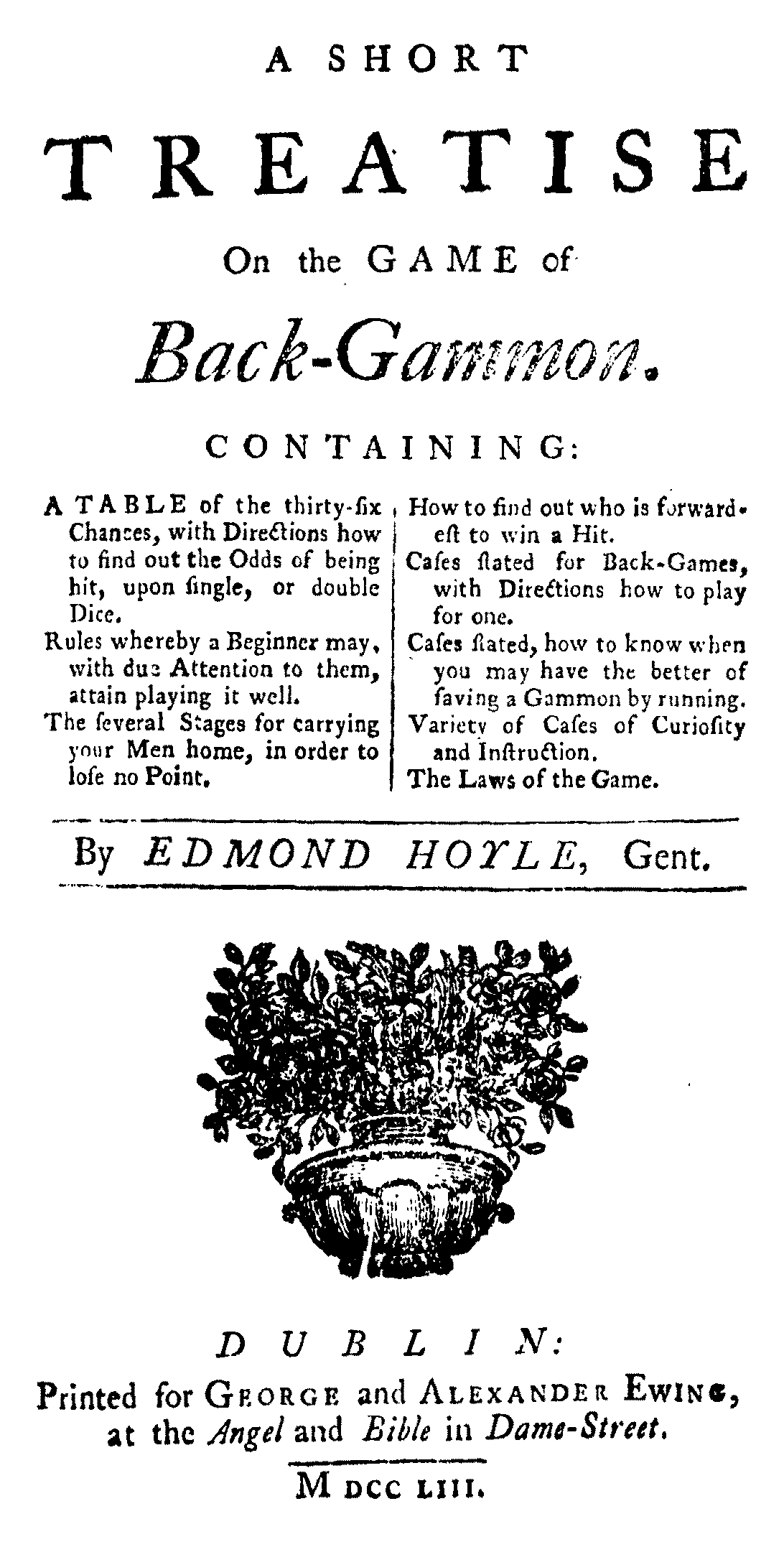
Короткий трактат Гойла про гру в нарди

Коган опублікував інші твори Гойла: «Короткий трактат про гру в нарди» (1743), «Штучна пам'ять для Віста» (1744), та інші короткі трактати про ігри в пікет, шахи (1744) і кадриль (1744). У 1745 році Коган збанкрутував і продав авторські права на твори Гойла Томасу Осборну, який опублікував трактати Гойла з набагато більшим успіхом.
Гойл написав трактат про гру в бреґ (1751), книгу з теорії ймовірностей (1754), і книгу про шахи (1761). З часом робота Гойла витіснила з ринку застарілу книгу Чарльза Коттона «The Compleat Gamester», яка вважалася «стандартною» англомовним довідковим ресурсом про гру в ігри, особливо азартні, з моменту її публікації в 1674 році.

### Збірне видання
У 1748 році Осборн припинив публікацію окремих трактатів і замість цього продав зібране видання під назвою «Трактати Містера Гойла про віст, кадриль, піке, шахи та нарди». Трактат «Віст» був представлений як восьме видання. Чотирнадцяте видання (1765) було останнім виданням за життя Гойла. П'ятнадцяте і шістнадцяте видання з'явилися після його смерті з автографом, відтвореним гравюрним друком.

### Перевидання
Книги Гойла часто перевидавалися в Ірландії, що було дозволено, оскільки англійський закон про авторське право, Статут Анни, не поширювався на Ірландію. Одне видання було надруковано в Единбурзі. Твори Гойла були перекладені багатьма континентальними мовами; спочатку португальською (1753), потім німецькою (1754), французькою (1761), італійською (1768), російською (1769) та голландською (1790).
Протягом десятиліть і століть з'являлися різноманітні факсимільні та переглянуті видання, які англійською мовою часто називалися «Правила Гойла» або «Ігри Гойла».

## Застаріле та сучасне використання
Завдяки своєму внеску в ігри Гойла було включено до Зали слави покеру в 1979 році, хоча він помер за 60 років до появи покеру.
Фраза, «згідно з Гойлом», все ще має певну актуальність у сучасній англійській мові, що означає «правильно» або «належним чином; згідно з авторитетним джерелом або правилом». В американській англійській мові «Гойл» може позначати будь-яку авторитетну книгу правил картярської гри, подібно до американського використання «Бедекер» для позначення будь-якого путівника[джерело?].

Багато сучасних книг зі збірками правил картярських ігор (а іноді й інших ігор, таких як настільні ігри, більярд тощо) містять ім'я «Гойл» у своїх назвах, але псевдонім не означає, що твори є прямим похідним від Едмонда Гойла (приблизно так само, як багато сучасних словників, що містять слово «Вебстер» у своїх назвах, не обов'язково пов'язані із працею Ноя Вебстера)[джерело?].